# Рено 14
„Рено 14“ (Renault 14) е модел средни автомобили (малки семейни, сегмент C), произвеждан от френската компания „Рено“ от 1976 до 1983 година.
През 1976 година Рено 14 прави своя дебют, нареждайки се в класа на „Фолксваген Голф“. Автомобилът е с компактни размери, сравнително просторно купе за класа си, голям багажник, добро ниво на оборудване и привлекателен дизайн. И въпреки това „Рено 14“ така и не успява да стане хит с продажбите. Причината за това е погрешната реклама, която съсипва реномето на модела – в рекламните материали колата е сравнена с круша, което отблъсква френската публика. Фейслифтът през 1979 година също не помага и моделът е спрян през 1983 година, като е заменен от „Рено 11“. Въпреки това от модела са продадени около 1 милион автомобила за цялото производство от 1976 до 1983 година.
„Рено 14“ се предлага като хечбек с пет врати. Задното пространство е напълно достатъчно за да превозва трима пътника и се доближава до това, срещано у много от новите автомобили от този клас. Багажникът е с достатъчен полезен обем.

## Дизайн
Дизайнът на автомобила е много интересен. Предната част като цяло е по-тясна от задницата. Причината за това е, че целта на „Рено“ е максимално пространство на задната седалка и това е постигнато. На задната седалка без проблем се побират и по-високи възрастни. Впечатление правят линиите на прозорците и на праговете на вратите. Според мнозина днес „Рено 14“ изглежда по-свежо дори от един от своите наследници – „Рено 9“, чиято версия преди фейслифта според съвременните стандарти изглежда скучновата.
От „Пежо“ заимстват определени елементи от дизайна на „Рено 14“ за създаването на своя успешен модел „Пежо 306“. И двата модела имат по-широка и обемна задна част и по-скосена и тясна предница.

## Окачване
Возията на „Рено 14“ е една от най-положителните черти. Тя е изключително мека за автомобил от този клас и от тези години. Неравностите по пътя почти не се усещат. Този факт обаче води до по-бързото износване на всички елементи по окчаването. За разлика от тях шарнирите са здрави и надеждни. Проблем създават полуосите на екземплярите произведени през периода 1976 – 1979 година.
Рядкостта на „Рено 14“ го прави ретро автомобил, желан от хората, които искат да бъдат забелязани. Автомобилът е желано превозно средство за всички, които харесват ретро возила с френски произход.

## История на модела
- 1976 – „Рено 14“ е представен (версии „L“ и „TL“) с 1,2-литрови мотори за всички модели.
- 1979 – Представена е версията „TS“ с 1,2 литров двигател. Версиите „Рено 14 L“ и „14 TL“ са прекръстени на „Рено 14“ и „Рено 14 GTL“ съответно.
- 1980 – Нов 1,4-литров двигател за „Рено 14 TS“ и нова „LS“ версия.
- 1982 – Версията „GTL“ получава нов, 1,4-литров двигател (различен от 1,4-литровия двигател на „TS“ и „LS“).
- 1983 – Производството на „Рено 14“ спира, като моделът е заменен от „Рено 9“ и „Рено 11“.